# Teónimo
Un teónimo (del griego clásico θεός [theós, ‘dios’] y -ώνυμος [-ōnymos], ‘nombre’) es una forma del nombre propio que se refiere a una deidad. El estudio de teónimos es una rama de la onomástica.
El nombre de un dios de sociedad puede ser útil para entender el origen de su lenguaje según su punto de vista de una deidad particular. Los teónimos han sido particularmente útiles para entender las conexiones de los idiomas indoeuropeos.